# Rivière Bessonne
Pour les articles homonymes, voir Besson.
La rivière Bessonne est un affluent de la rivière du Milieu, coulant dans la zec de la Bessonne, dans le territoire de La Tuque, dans la région administrative de la Mauricie, au Québec, au Canada.

## Géographie
La rivière Bessonne tire sa principale source du lac Bessonne situé dans l'ancien territoire non organisé du Petit-lac-Wayagamac, dans La Tuque, au sud du lac Wayagamac et de la Petite rivière Bostonnais.
La rivière débute dans la montagne à l'est du ruisseau Aubé et à l'ouest de la rivière du Milieu. Dans son parcours de 18,3 km vers le sud, la rivière Bessonne traverse les lacs Besonne (1,8 km de longueur), la Trinité (2,1 km), la Charité, l'Espérance (qui reçoit les eaux du lac de l'Enfer) et le lac La Foi. L'embouchure de la rivière Bessonne se déverse dans le lac Isidore, à 0,6 km en amont de l'embouchure du Ruisseau Prévost. Le lac Isidore est situé sur le parcours de la rivière du Milieu.

## Toponymie
Le terme Bessonne identifiant une rivière, deux lacs, une île, un barrage et la zec, sont interreliés. Ces toponymes dérivent du nom de la rivière. Les termes Beson et Besonne se rapportent à un patronyme de famille, avec ou sans le « ne » final dont l'usage pouvait varier selon les époques et les régions.
Le toponyme rivière Bessonne a été officialisé le 5 décembre 1968 à la Banque des noms de lieux de la Commission de toponymie du Québec.